# Ora di porto
L'ora di porto è il ritardo con il quale si manifesta il massimo dell'alta marea rispetto al passaggio della luna in un determinato luogo (varia da sito a sito e in uno stesso posto anche da un giorno ad un altro). È fondamentale per la navigazione portuale conoscere tale ritardo. Per questo motivo si costruiscono delle carte sulle quali sono disegnate le linee cotidali.